# Sekundärer Hyperaldosteronismus
Der Sekundäre Hyperaldosteronismus ist eine seltene Form des Hyperaldosteronismus aufgrund einer Überaktivität des Renin-Angiotensin-Aldosteron-Systems oder verzögerten Abbaus, z. B. einer Leberzirrhose.

## Ursachen
Als Ursachen kommen infrage:
- Bartter-Syndrom
- Nierenarterienstenose oder Fibromuskuläre Dysplasie mit renal bedingtem Bluthochdruck (mit Bluthochdruck)
- Phäochromozytom (mit Bluthochdruck)
- Schwangerschaft
- Renin-produzierende Neoplasien, z. B: Juxtaglomerulär-Zelltumor (mit Bluthochdruck)
- Herzversagen
- Nephrotisches Syndrom (ohne Bluthochdruck)

## Differentialdiagnose
Abzugrenzen sind andere Formen des Hyperaldosteronismus.